# Charis candiope
Charis candiope är en fjärilsart som beskrevs av Druce 1904. Charis candiope ingår i släktet Charis och familjen Riodinidae. Inga underarter finns listade i Catalogue of Life.